# Parlament de Xipre
El Parlament de Xipre (en grec: Βουλή των Αντιπροσώπων; Vouli ton Antiprosópon, en turc: Temsilciler Meclisi) és el parlament de la República de Xipre. És unicameral i té 59 seients. Es tria als membres del Parlament per a 5 anys, 56 a l'escrutini proporcional i 3 representants de les minories maronita, llatina, i armènia. Hi ha 24 seients reservats a la comunitat turca de l'illa.
Les eleccions generals s'han de celebrar en el segon diumenge del mes immediatament anterior al mes en què expira el mandat de la Cambra cessant. La Cambra cessant continua l'exercici de les seves funcions fins que la Cambra electa presa possessió, però en aquest període la Cambra cessant no pot legislar ni prendre decisions, excepte en circumstàncies imprevistes de caràcter urgent i excepcional.
La Cambra pot dissoldre per decisió pròpia abans que el seu mandat conclogui. Quan així ho decideixi, haurà d'especificar la data de les eleccions generals, que no podran celebrar-se abans de 30 ni després de 40 dies després de la decisió. En cas que la Cambra es dissolgués ha d'especificar també la data del primer ple de la nova Cambra que s'ha de triar, que no podrà celebrar-se més enllà de quinze dies després de les eleccions generals.
Segons l'article 62 (1) de la Constitució, el nombre de parlamentaris és de 50. D'aquests, 35 són elegits per la comunitat grec-xipriota i 15 per la comunitat turc-xipriota. No obstant això, des de 1964 ni han assistit turc-xipriotes a la Cambra ni s'han celebrat a la comunitat turc-xipriota eleccions d'acord amb la Constitució de la República. Malgrat aquesta anomalia, la Cambra ha mantingut vacants els escons corresponents a la comunitat turc-xipriota i aquests escons segueixen a disposició de la comunitat si els diputats de la comunitat turc-xipriota es trien d'acord amb les previsions constitucionals.
Per afavorir el funcionament de la Cambra de Representants i en especial el de les seves comissions, la Cambra va decidir el juliol de 1985 adoptar la llei 124, mitjançant la qual el nombre d'escons augmentava a 80. D'aquests, 56 representants (70%) eren elegits per la comunitat grec-xipriota i 24 (30%) per la comunitat turc-xipriota, segons l'article 62 (2) de la Constitució.

## Escons per districte
La llei electoral actual determina el repartiment d'escons mitjançant un sistema de representació proporcional simple. El nombre d'escons de cada circumscripció es determina per una llei en la qual les circumscripcions es corresponen amb els districtes administratius. La distribució d'escons per a la comunitat grec-xipriota és la següent:
| Districtes           | Escons |
| -------------------- | ------ |
| Nicòsia              | 20     |
| Limassol             | 12     |
| Famagusta            | 11     |
| Làrnaca              | 6      |
| Pafos                | 4      |
| Districte de Kerínia | 3      |
| Total:               | 56     |

## Llista de Presidents de la Cambra
- Glafcos Klerides agost de 1960 - 22 juliol 1976
- Tassos Papadópulos 22 juliol 1976 - 20 setembre 1976
- Spyros Kyprianou 20 setembre 1976 - setembre de 1977
- Alekos Michailidis setembre de 1977 - 4 juny 1981
- George Ladas 4 de juny de 1981 - 30 desembre 1985
- Vassos Lyssaridis 30 de desembre de 1985 - 30 maig 1991
- Alexis Galanos 30 de maig de 1991 - 6 juny 1996
- Spyros Kyprianou 6 de juny de 1996 - 7 juny 2001
- Dimitris Khristófias 7 de juny de 2001 - 28 febrer 2008
- Marios Karoyian 7 de març de 2008 - 2 juny 2011
- Yiannakis Omirou 2 juny 2011 - Present